# 钱家麟
钱家麟（1928年3月—2019年2月8日），男，浙江湖州人。中国石油工业人物，油頁岩研究专家。北京石油学院教授。

## 生平
1928年3月生于浙江湖州。1945年考入上海大同大学化工系，1949年毕业后到清华大学任教。1953年转入北京石油学院，曾赴苏联学习，历任固体燃料研究室、石油加工研究室副主任，是《燃料化学》和爱沙尼亚《油页岩》杂志编委，美国东西中心国际协会会员等职务。1983年升任教授，1990年被批准为博士生导师。1991年起作为国家突出贡献专家享受国务院政府特殊津贴。1998年退休。
2019年2月8日因病医治无效在北京逝世，享年91岁。